# Pittensko

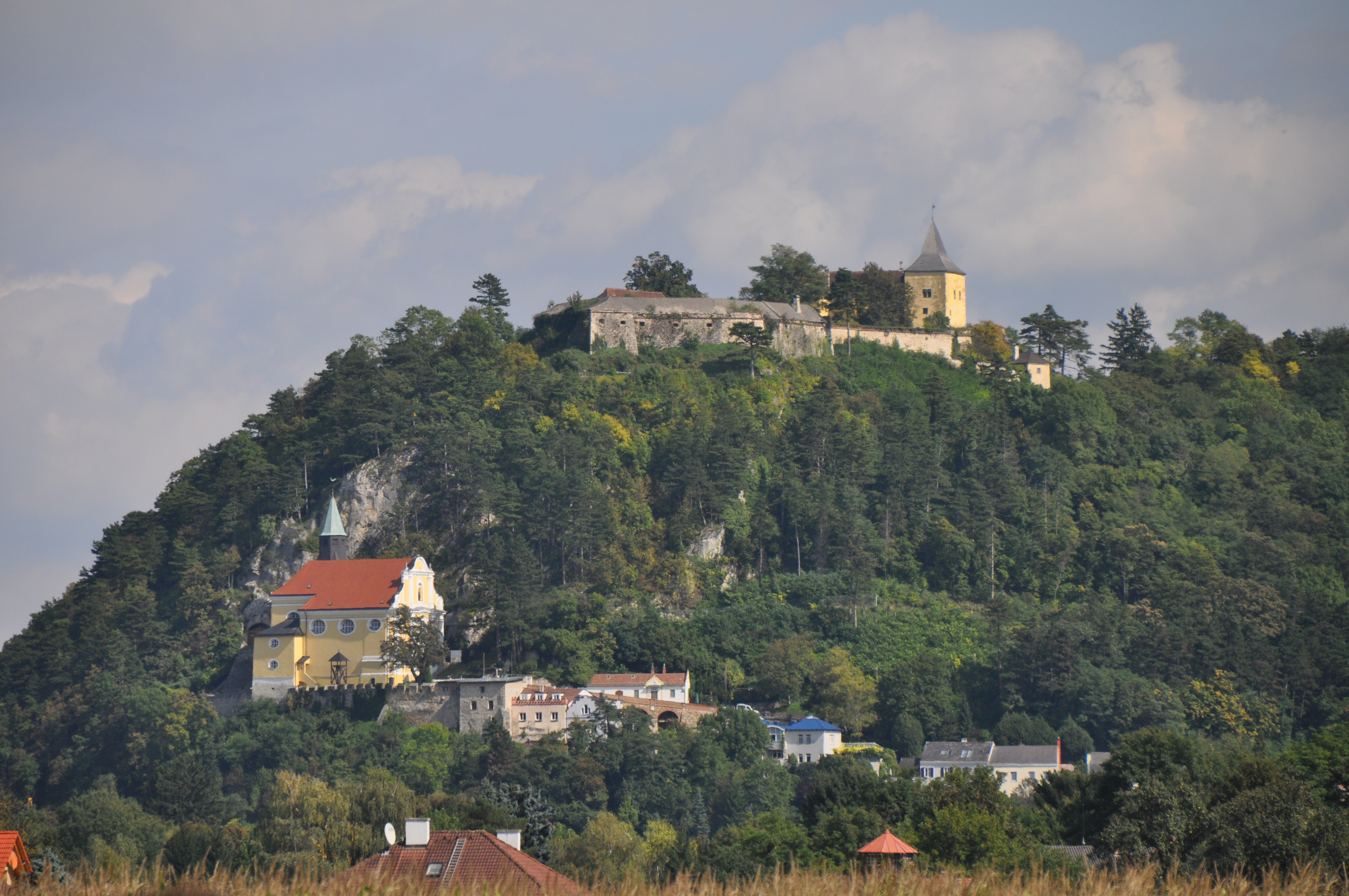
Hrad Pitten na vrchu Schlossberg u města Pitten

Pittensko nebo i Püttensko je historické území na jihovýchodě rakouské spolkové země Dolní Rakousy ležící při hranici s Burgenlandem a Štýrskem. Od roku 1042 území tvořilo Pittenské hrabství, s centrem v Pittenu. Roku 1158 území získal Otakar III., markrabě štýrský a v letech 1180-1254 náleželo ke Štýrskému vévodství. Na základě Budínského míru ze 3. dubna 1254 si Pittenské hrabství a Travensko ponechal český král Přemysl Otakar II., zatímco zbytek Štýrského vévodství připadl uherskému králi Bélovi IV. Do konce 15. století pak území patřilo střídavě k Dolním Rakousům a Štýrsku, až se nakonec definitivně stalo součástí Dolních Rakous.